# Кардосо, Родольфо Эстебан
Родольфо Эстебан Кардосо (исп. Rodolfo Esteban Cardoso; род. 17 октября 1968, Асуль, Буэнос-Айрес) — аргентинский футболист, полузащитник; тренер. Известен как игрок ряда немецких клубов и сборной Аргентины.

## Карьера
Кардосо начал карьеру в клубе «Эстудиантес» в 1987 году. За два сезона он сыграл за клуб 75 матчей и забил 9 мячей в чемпионате Аргентины. В 1989 году он уехал в Европу. Его первым европейским клубом стал немецкий «Хомбург». За четыре года полузащитник сыграл за клуб 125 матчей, в том числе 14 в Бундеслиге, и забил 13 голов. В 1993 году аргентинец перешёл в клуб Бундеслиги «Фрайбург». В сезоне 1993/94 Кардосо сыграл 33 матча и забил 12 мячей, а его клуб занял 15 место и избежал вылета. В сезоне 1994/95 аргентинец сыграл 30 матчей и забил 16 голов. «Фрайбург» занял третье место и пробился в Кубок УЕФА. Следующий сезон футболист начал в клубе «Вердер» из Бремена. В том сезоне он забил лишь 2 гола в 24 матчах. В 1995 году футболист дебютировал в еврокубках. Дебют аргентинца в Кубке УЕФА состоялся 13 сентября в матче с клубом «Гленавон» из Северной Ирландии (2:0). В том матче полузащитник забил свой первый гол в еврокубках.
В сезоне 1996/97 латиноамериканец сыграл лишь восемь матчей и в 1997 году перешёл в «Гамбург». Во второй половине сезона он сыграл 20 матчей и забил 2 гола, а его клуб занял лишь 13 место в чемпионате. Первую половину следующего сезона футболист провёл в Германии, а концовку сезона Родольфо отыграл на правах аренды в аргентинском клубе «Бока Хуниорс», за который сыграл 11 матчей и забил 1 гол. Сезон 1998/99 Кардосо отыграл в родном клубе, за который сыграл 34 игры. В сезоне 1999/2000 аргентинец сыграл 28 матчей и забил 3 гола, а его клуб занял 3 место в чемпионате. В Бундеслиге южноамериканец сыграл 220 матчей и забил 47 голов. Завершил карьеру футболиста в 2004 году.

## Сборная Аргентины
Кардосо сыграл за сборную 8 матчей и забил 1 гол. Участвовал в Кубке Америки — 1997.

## Достижения
Бронзовый призёр чемпионат Германии: 1994/95, 1999/2000